# Jaime Garnelo Fillol
Jaime Garnelo Fillol – hiszpański malarz kostumbrysta pochodzący z Walencji.
Pochodził z rodziny o tradycjach artystycznych. Malarstwem zajmowali się również jego wuj José Ramón Garnelo Gonzálvez, brat Isidoro Garnelo Fillol oraz kuzyni José Garnelo y Alda i Eloísa Garnelo Aparicio. Jego kuzyn Manuel Garnelo y Alda był rzeźbiarzem.
Studiował na Królewskiej Akademii Sztuk Pięknych San Carlos w Walencji. Brał udział w różnych wystawach i konkursach. W 1895 i 1897 r. zdobył II medal na Krajowej Wystawie Sztuk Pięknych w Madrycie za dzieła Amigos inseparables i ¿Ves?, si no hace nada.

## Wybrane dzieła
- Amigos inseparables, 1895.
- ¿Ves?, si no hace nada, 1897.